# Chlorocebus sabaeus
Chlorocebus sabaeus là một loài động vật có vú trong họ Cercopithecidae, bộ Linh trưởng. Loài này được Linnaeus mô tả năm 1766.

## Hình ảnh

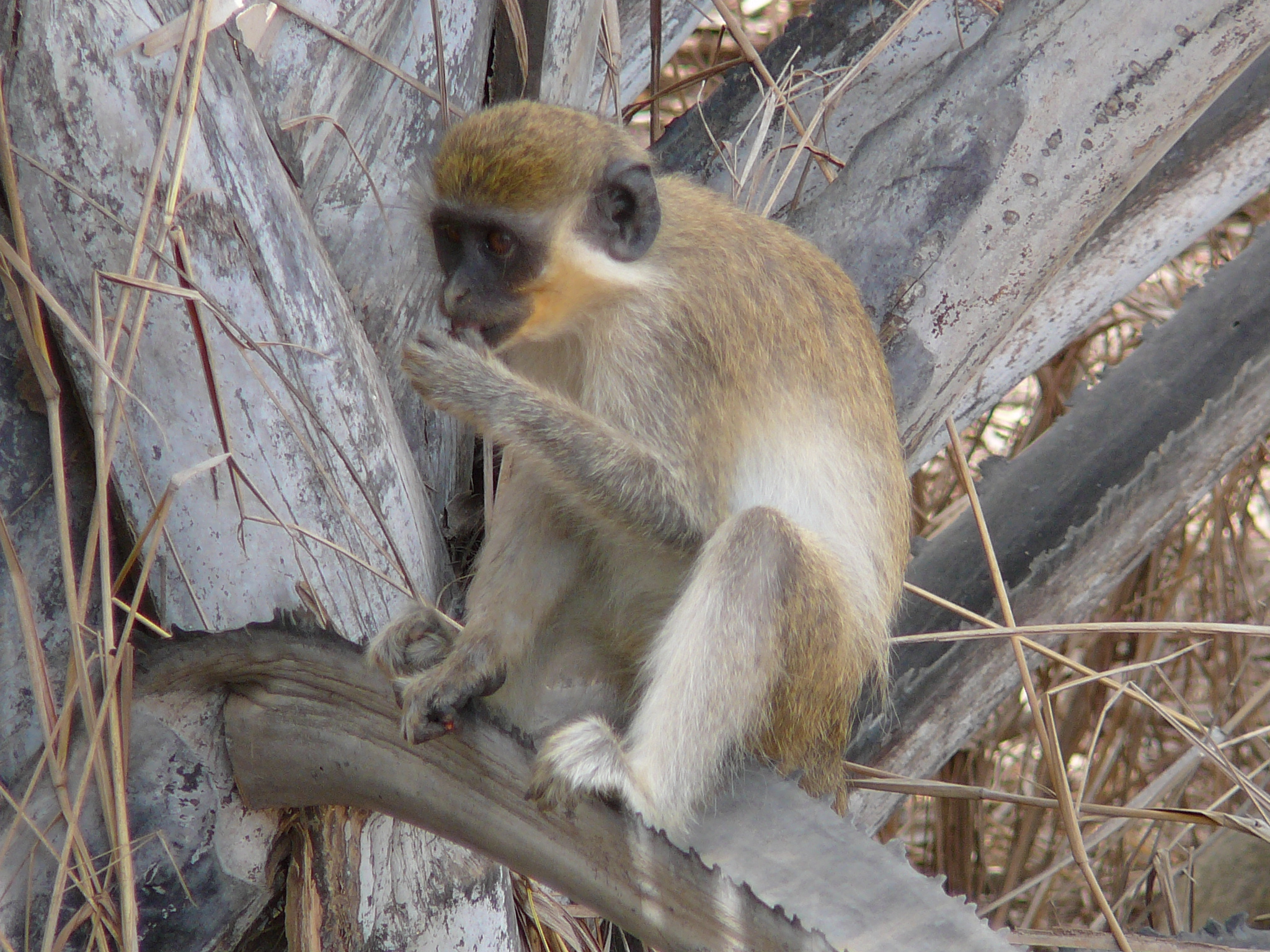
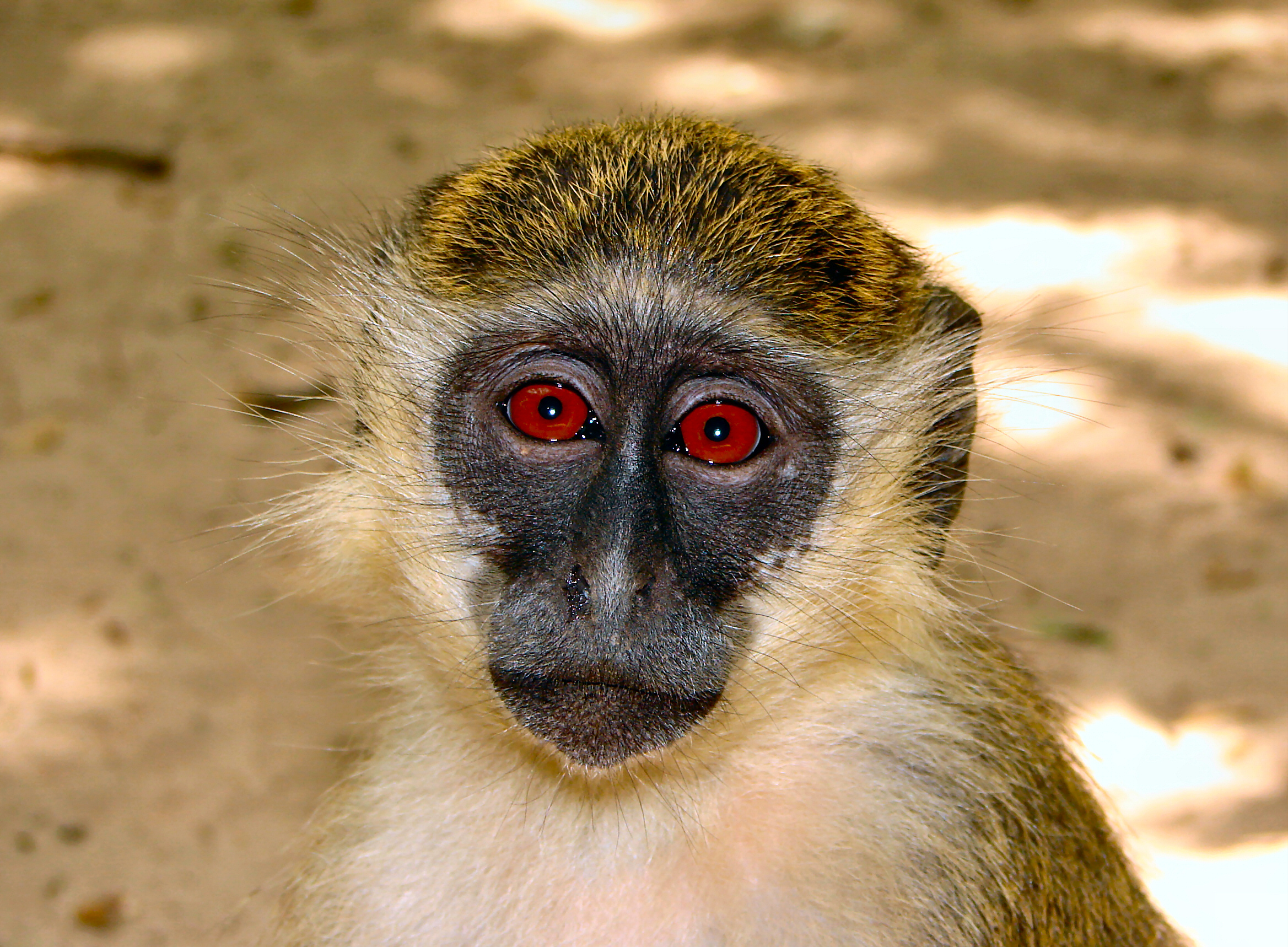
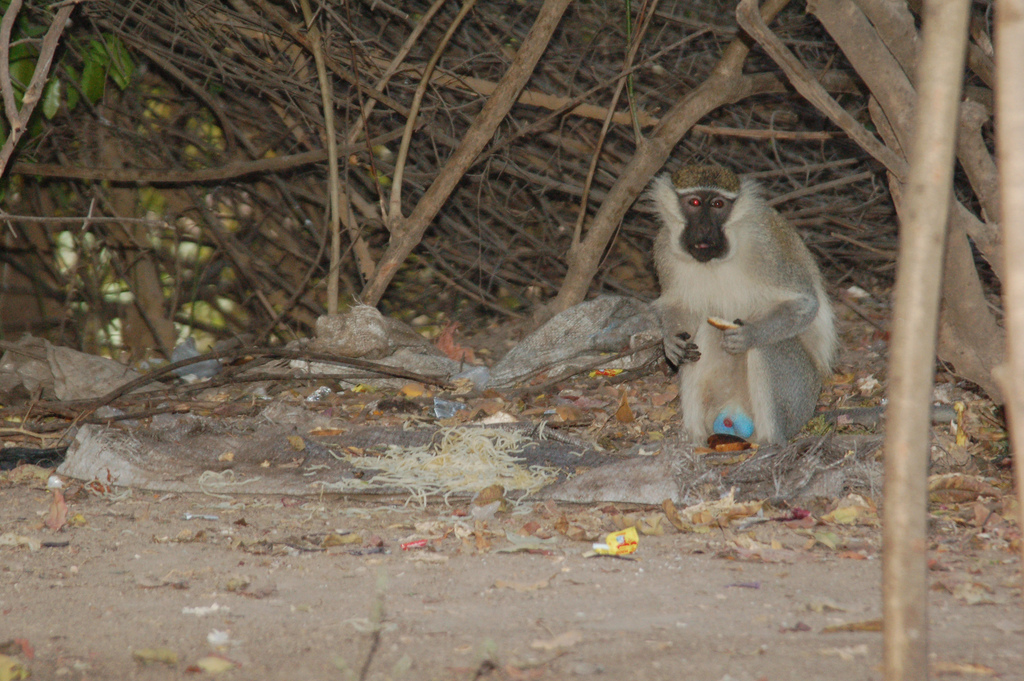
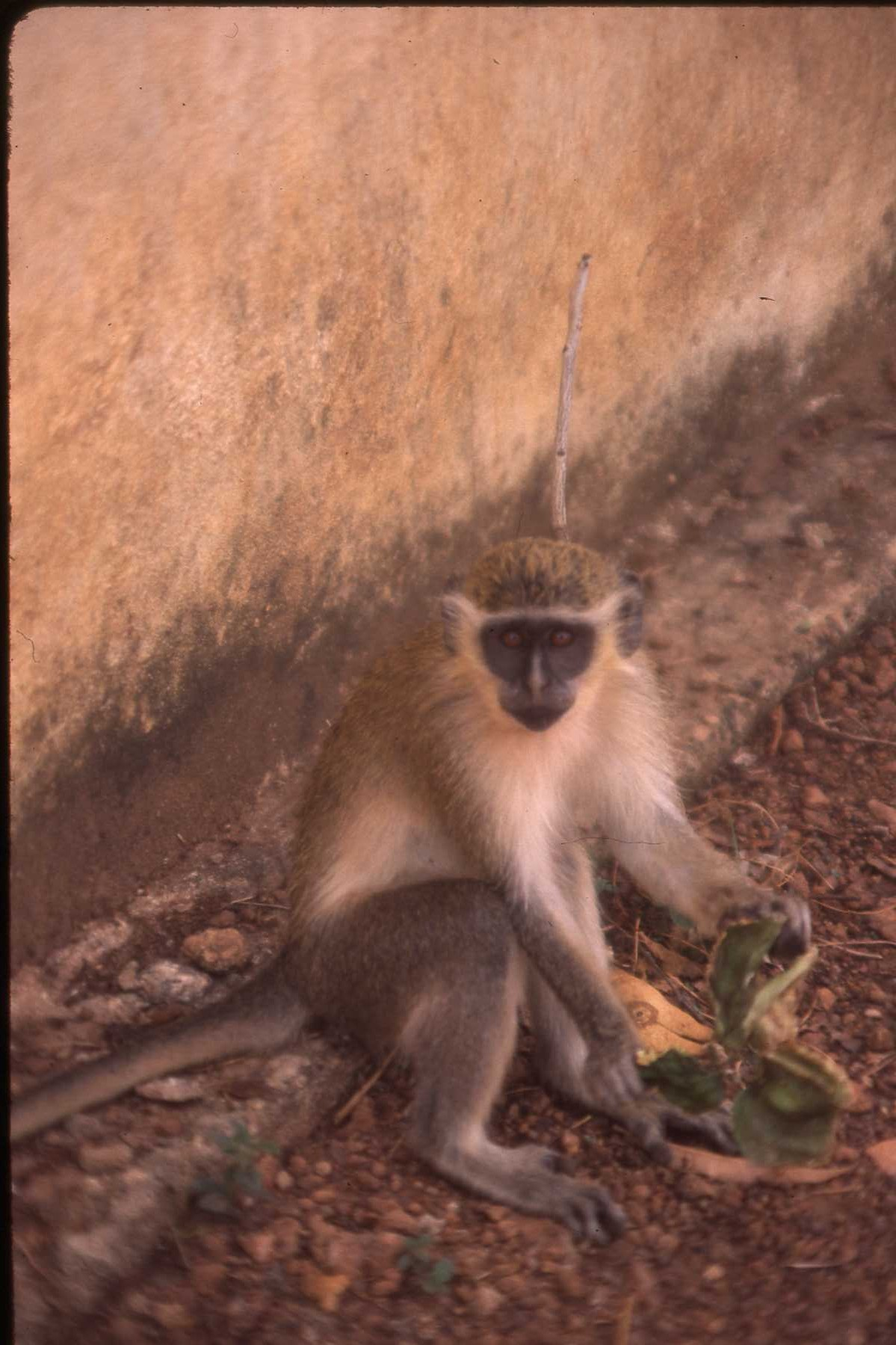